# Ankarsrum
Ankarsrum is een plaats in de gemeente Västervik in het landschap Småland en de provincie Kalmar län in Zweden. De plaats heeft 1337 inwoners (2005) en een oppervlakte van 167 hectare.

## Verkeer en vervoer
Bij de plaats loopt de Riksväg 40.
Door de plaats loopt de spoorlijn Hultsfred - Västervik.

## Geboren
- Jens Edman (1976), autocoureur